# Disillusion (bài hát của ABBA)
"Disillusion" là một bản ballad thu âm bởi ban nhạc pop Thụy Điển ABBA trong album đầu tay của họ Ring Ring phát hành năm 1973. Điều đặc biệt nhất ở bài hát đó là đây là bài hát duy nhất của ABBA mà ca sĩ chính của họ là Agnetha Fältskog được ghi danh là người viết bài hát. Trước khi trở thành một thành viên của ban nhạc ABBA, bà đã là một ca sĩ kiêm nhạc sĩ sáng tác bài hát. Agnetha là người viết phần nhạc, với một thành viên khác của ABBA Björn Ulvaeus đặt lời. Năm 1975, bài hát này được dịch sang tiếng Thụy Điển với tên gọi  "Mina ögon", phần lời Thụy Điển mới được soạn bởi Bosse Carlgren và do chính Agnetha sản xuất.

## Tổng quan
Mặc dù Agnetha Fältskog đã sáng tác khá nhiều các bản hit lọt top 40 của Thụy Điển trong suốt sự nghiệp solo của mình, nhưng bà lại cảm thấy các sáng tác của mình không phù hợp với ban nhạc để đưa vào album. Mặc dù đây là sáng tác duy nhất của bà được đưa vào album của ban nhạc ABBA, bà cũng đã từng sáng tác một bài hát mà ABBA đã biểu diễn ở một buổi hòa nhạc có tên là "I'm Still Alive", một bài hát mang thể loại folk-pop và ballad.